# Lady Slim
Lady Slim (Bakú, 1 de abril de 1987), nome artístifco de Seymur Babayev, é a primeira artista drag queen no Azerbaijão.

## Biografia
Seymur Babayev nasceu a 1 de abril de 1987 em Bakú, no Azerbeijão. Após terminar o ensino secundário, ingressou na Universidade Estatal de Bakú, onde se licenciou em História em 2008. Posteriormente durante uma viagem a Moscovo, na Rússia, viu pela primeira vez um espectáculo de drag queens que o inspiraram. Iniciando-se na arte do transformismo, pouco depois, começou a realizar pequenas atuações ainda na cidade russa e depois na sua terra natal.

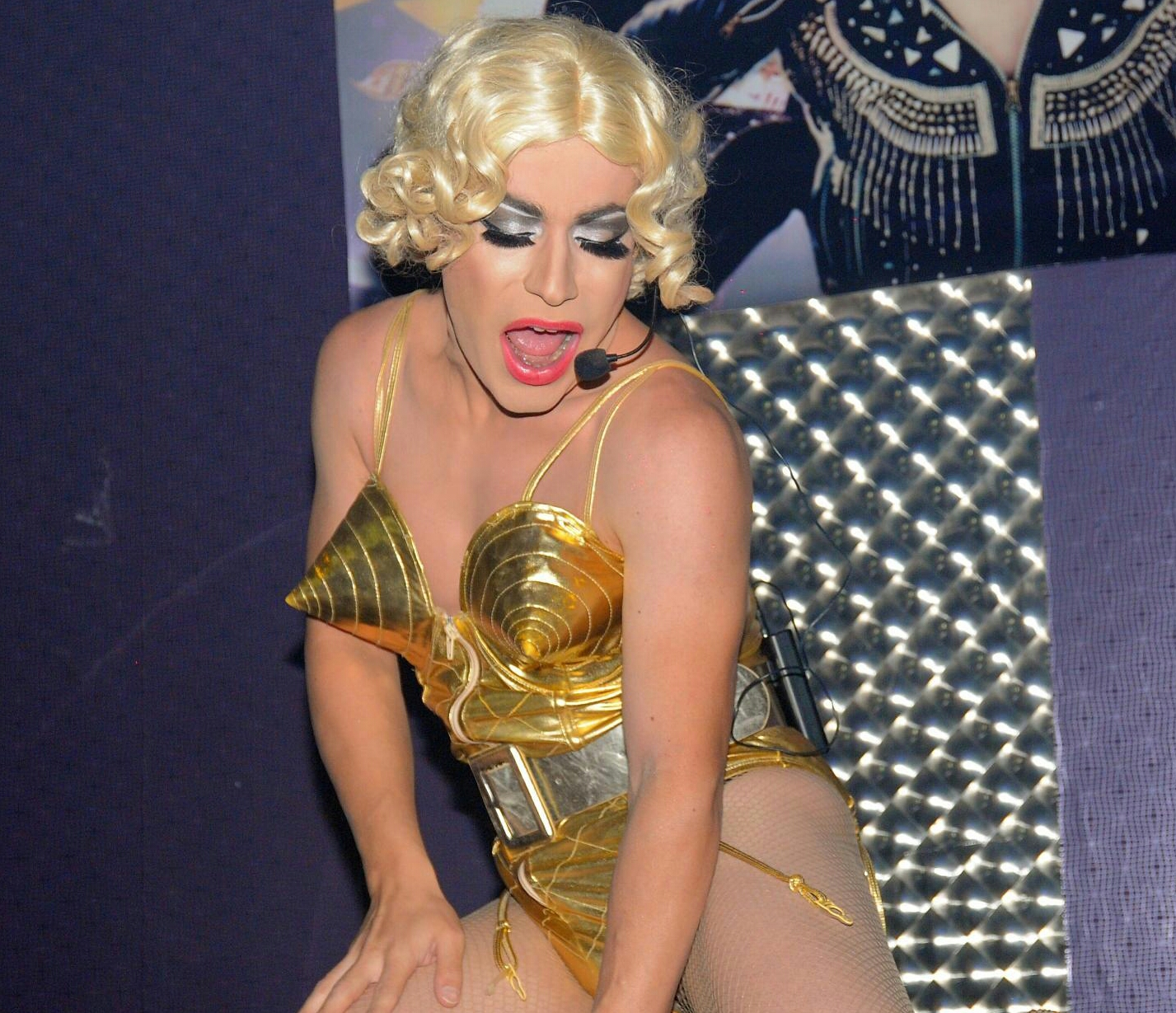
Lady Slim como Madonna

Em 2010, utilizando o nome Babayev Show, foi anunciada como a primeira drag queen do Azerbaijão, ao participar no programa de talentos ‘Who Can Do What’. Contudo, após a sua performance, foi informada que estava banida de atuar futuramente na televisão estatal. "O produtor do programa veio até mim e me disse que tinham recebido telefonemas das autoridades estaduais e que eu estava proibido de ir à imprensa.". Apesar da tentativa de banir as suas atuações da televisão, poucos meses depois, numa transmissão da Space TV, um dos principais canais independentes de televisão do Azerbaijão, foi publicitada e noticiada a sua participação numa competição internacional de arte drag, realizada em Odessa, na Ucrânia. No final da competição, Lady Slim recebeu os títulos "Vice First Miss Travesty International 2010" e "Miss Temaclub". A sua prestação foi bastante elogiada, sendo ressaltada a importância da sua participação em nome do Azerbaijão: "(...) não havia nada assim no Azerbaijão antes, agora é história.". A sua performance foi também bastante apoiada nas redes sociais por artistas de renome do Azerbaijão, que repudiaram a censura do estado.
Em 2011, viajou para Quixinau, capital da Moldávia, onde participou no festival Rainbow Over The Dniester, e ingressou novamente no concurso Miss Travesty International, na Ucrânia, vencendo o título de "Miss Elegant".
Nos anos seguintes, sofrendo novas restrinções, sendo os espaços da comunidade LGBT azerbaijana cada vez mais perseguidos, Lady Slim viu-se obrigada a continuar a sua carreira no estrangeiro, realizando ocasionalmente eventos privados no seu país de origem.
Embora as performances artísticas de Lady Slim tenham sido censuradas ou banidas pelo governo acusado de restringir e controlar as subculturas do país, o surgimento de uma artista em tal função no Azerbaijão conseguiu atrair a atenção da comunidade internacional, sendo um dos seus maiores defensores o empresário George Soros, fundador da Open Society Foundations, ou ainda Mirnaib Hasanov, cofundador da União de Fotógrafos do Azerbaijão, que documentou a vida de Lady Slim através de fotografias que refletem o quotidiano e a vida cénica da artista, tendo como principal objectivo revelar as dificuldades enfrentadas pelo primeiro drag performer no Azerbaijão.  
Em 2021, a mídia francesa publicou uma entrevista com Lady Slim em um dos principais sites de drag queen da Europa. Lady Slim também chamou a atenção do fotógrafo francês Gregory Herpe. G.Herpe tirou uma foto de Lady Slim em Baku e a adicionou ao projeto "Deep into Drag Queen".